# 1087
1087 (MLXXXVII) var ett normalår som började en fredag i den julianska kalendern.

## Händelser

### Maj
- 9 maj
  - Viktor III kröns till påve, ett år efter att han utsetts till ämbetet. Han dör dock redan fyra månader senare.
  - S:t Nikolaus kvarlevor förs till Bari.

### September
- 26 september – Sedan Vilhelm Erövraren har avlidit den 9 september efterträds han som kung av England av sin son Vilhelm II.

### Okänt datum
- Inge den äldre besegrar Blot-Sven i striderna om makten i Sverige. Enligt osäkra uppgifter skall Blot-Svens son Erik Årsäll ha tagits som kung av svearna, fram till året därpå, men det finns inte mycket historiska belägg för att så skulle vara fallet. Det troligaste är, att Inge nu återtar makten över hela riket.
- Kejsaren Horikawa bestiger Japans tron.

## Födda
- 3 september – Johannes II Komnenos, bysantinsk kejsare.

## Avlidna
- 9 september – Vilhelm Erövraren, hertig av Normandie sedan 1035 och kung av England sedan 1066.
- 16 september – Viktor III, född Dauferius, påve sedan 1086.
- Blot-Sven, kung över svearna i Mälardalen sedan 1084 (dräpt av Inge den äldre).
- Asma bint Shihab, regerande drottning av Jemen.